# Fud Leclerc
Fernand Urbain Dominic (Fud) Leclerc (Montluçon, 1924 – Ganshoren, 20 september 2010), beter bekend als Fud Leclerc, was een Belgische zanger. Hij nam namens België vier keer deel aan het Eurovisiesongfestival en is daarmee nationaal recordhouder. Leclerc gebruikte zijn initialen als artiestennaam.
Leclerc werd door de RTBF opgemerkt in de Brusselse café chantants. Hij werd voor het eerst geselecteerd voor het Eurovisiesongfestival 1956 met Messieurs les noyés de la Seine. De uitslagen van het eerste festival werden nooit bekendgemaakt. Twee jaar later was hij goed voor de vijfde plaats met Ma petite chatte. In het Eurovisiesongfestival 1960 eindigde Leclerc met Mon amour pour toi op de zesde plaats. In het Eurovisiesongfestival 1962 eindigde hij met Ton nom op de laatste plaats, zonder punten. Daarmee was hij de eerste zanger ooit die geen punten kreeg op het Eurovisiesongfestival. Dit was de laatste keer dat hij deelnam aan het songfestival; hierna koos hij voor zijn vaste baan in de bouwsector.
De laatste jaren van zijn leven verbleef hij in een rusthuis in Ganshoren.

## Deelnames aan Eurovisiesongfestival
Leclerc vertegenwoordigde België vier keer op het Eurovisiesongfestival en is daarmee Belgisch én (gedeeld) internationaal recordhouder. Ook Peter, Sue & Marc uit Zwitserland en Valentina Monetta uit San Marino namen viermaal deel aan het festival.
- 1956 - Messieurs les noyés de la Seine - uitslag onbekend
- 1958 - Ma petite chatte - 5de op 10 deelnemers met 8 punten
- 1960 - Mon amour pour toi - 6de op 13 deelnemers met 9 punten
- 1962 - Ton nom - gedeeld laatste op 16 deelnemers met 0 punten